# Afternoon
Afternoon (jap. アフタヌーン Afutanūn) – japoński magazyn poświęcony mandze z gatunku seinen. Każdy numer tego miesięcznika zawiera pojedyncze odcinki około trzydziestu mangowych serii. Na jego łamach ukazały się takie hity, jak: Oh! My Goddess, Genshiken (odniósł największy sukces wśród otaku) i Miecz nieśmiertelnego. „Afternoon” jest częścią serii wydawnictwa Kodosha, w której skład wchodzą magazyny „Morning” i „Evening”.

## Mangacyi ich serie zamieszczane na łamach czasopisma
- Kia Asamiya
  - Assembler 0X
  - Compiler
  - Karapuri!
- Hitoshi Ashinano
  - Yokohama kaidashi kikō
  - Kabu no Isaki
- Hiroki Endo
  - Eden: It’s an Endless World!
- Tōru Fujisawa
  - Tokko
- Kōsuke Fujishima
  - Oh! My Goddess (jap. ああっ女神さまっ Aa! Megami-sama!)
  - You’re Under Arrest
- Asa Higuchi
  - Ōkiku Furikabutte
- Haruko Ichikawa
  - Hōseki no kuni (jap. 宝石の国)
- Hitoshi Iwaaki
  - Kiseijū (jap. 寄生獣)
  - Historie (jap. ヒストリエ Hisutorie)
- Shimoku Kio
  - Genshiken (jap. げんしけん)
- Mohiro Kitoh
  - Narutaru (Shadow Star)
  - Wings of Vendemiaire
- Takayuki Kōsai
  - Shuusen no Lorelei
- Iou Kuroda
  - Nasu
- Mahiro Maeda
  - Gankutsuou
- Tsutomu Nihei
  - Blame!
  - NOiSE
- Megumu Okada
  - Shadow Skill
- Mizu Sahara
  - The Place Promised in Our Early Days
  - Głosy z odległej gwiazdy
- Hiroaki Samura
  - Miecz nieśmiertelnego (jap. 無限の住人 Mugen no jūnin)
- Satoshi Shiki
  - Kami Kaze
- Kenichi Sonoda
  - Cannon God Exaxxion
  - Gunsmith Cats
  - Gunsmith Cats BURST
- Yuzo Takada
  - Little Jumper
- Tsutomu Takahashi
  - Ice Blade
- Daisaku Tsuru
  - Nachun
- Kenji Tsuruta
  - Spirit of Wonder
- Hiroyuki Utatane
  - Seraphic Feather
- Yuki Urushibara
  - Mushishi
- Riichi Ueshiba
  - Nazo no kanojo X
  - Yume Tsukai
  - Discommunication
- Makoto Yukimura
  - Saga winlandzka (jap. ヴィンランド・サガ Vinrando Saga)
- Kumakura Takatoshi
  - Mokke
- Katori Masaru & Jiro Ando
  - Shion no Ō
- Minoru Toyoda
  - Love Roma